# Vlak (počítačová hra)

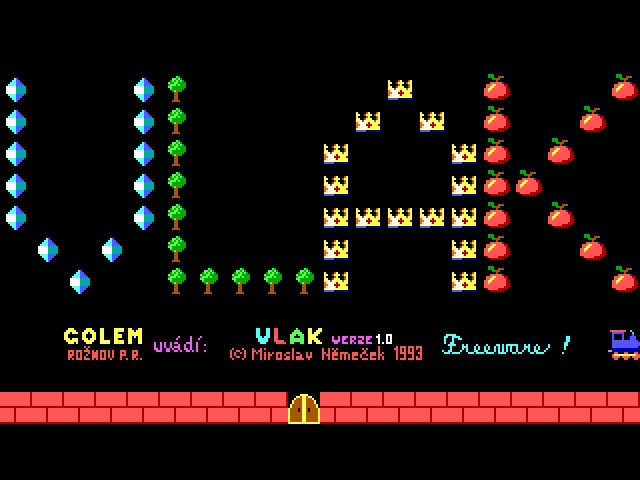
Úvodní obrazovka hry Vlak

Vlak je freeware počítačová hra z roku 1993 pro platformu MS-DOS, vytvořená Miroslavem Němečkem z Rožnova pod Radhoštěm. Ve své době byla díky statusu freeware a trpasličí velikosti (13 kB) velmi rozšířená na mnoha PC. 
Úkolem v této 2D hře je ovládat vlak a sbírat s ním auta, letadla, diamanty a další předměty, které se vždy po „naložení“ připojí k vlaku ve formě vagónu, nenarazit do zdí ani do již připojených vagónů (pokud hráč narazí, musí celý level opakovat znovu od začátku) a po sebrání všech předmětů projet zlatou branou do dalšího levelu. Hra má celkem 50 levelů; každý má své heslo, přes které je možné se do něj navrátit.
Roku 2000 vyšla hra ve verzi 2.1 pro Microsoft Windows. V roce 2002 se hra dočkala volného pokračování Vlak 2, které však nedosáhlo takového úspěchu jako originální Vlak. Roku 2013 byla zdarma zpřístupněná verze na Android a roku 2016 také zdarma na Microsoft Store.

## Hesla
| Level | Heslo | Level | Heslo | Level | Heslo | Level | Heslo | Level | Heslo |
| ----- | ----- | ----- | ----- | ----- | ----- | ----- | ----- | ----- | ----- |
| 1     | GOLEM | 11    | MOUSE | 21    | JEANS | 31    | BIENE | 41    | HOMER |
| 2     | KRONE | 12    | DREAM | 22    | METAL | 32    | KATZE | 42    | BUNNY |
| 3     | MYDLO | 13    | IDEAL | 23    | MIKRO | 33    | HYDRO | 43    | FOTON |
| 4     | LEDEN | 14    | ILUZE | 24    | SENZA | 34    | FAUNA | 44    | QUACK |
| 5     | STROP | 15    | SAINT | 25    | GALAX | 35    | ULTRA | 45    | HAFIK |
| 6     | LILIE | 16    | BELLS | 26    | STONE | 36    | TODAY | 46    | DIZZY |
| 7     | RYBKA | 17    | TROJA | 27    | SLAVE | 37    | HOROR | 47    | STARK |
| 8     | KLAUN | 18    | EMOCE | 28    | FORTE | 38    | GAPPA | 48    | ZARAZ |
| 9     | BRAUN | 19    | BASTL | 29    | LUCIE | 39    | RETAL | 49    | DUKEN |
| 10    | WHITE | 20    | ISLAM | 30    | NATUR | 40    | CLOCK | 50    | STORY |